# تراموا لو آور
تراموا لو آور (فرانسوی: Tramway du Havre‎) سیستم تراموا در شهر لو آور، فرانسه است.
این تراموا که در سال ۲۰۱۲ تأسیس شده دارای ۲ خط، ۲۳ ایستگاه و ۱۳ کیلومتر طول می‌باشد.

## نگارخانه

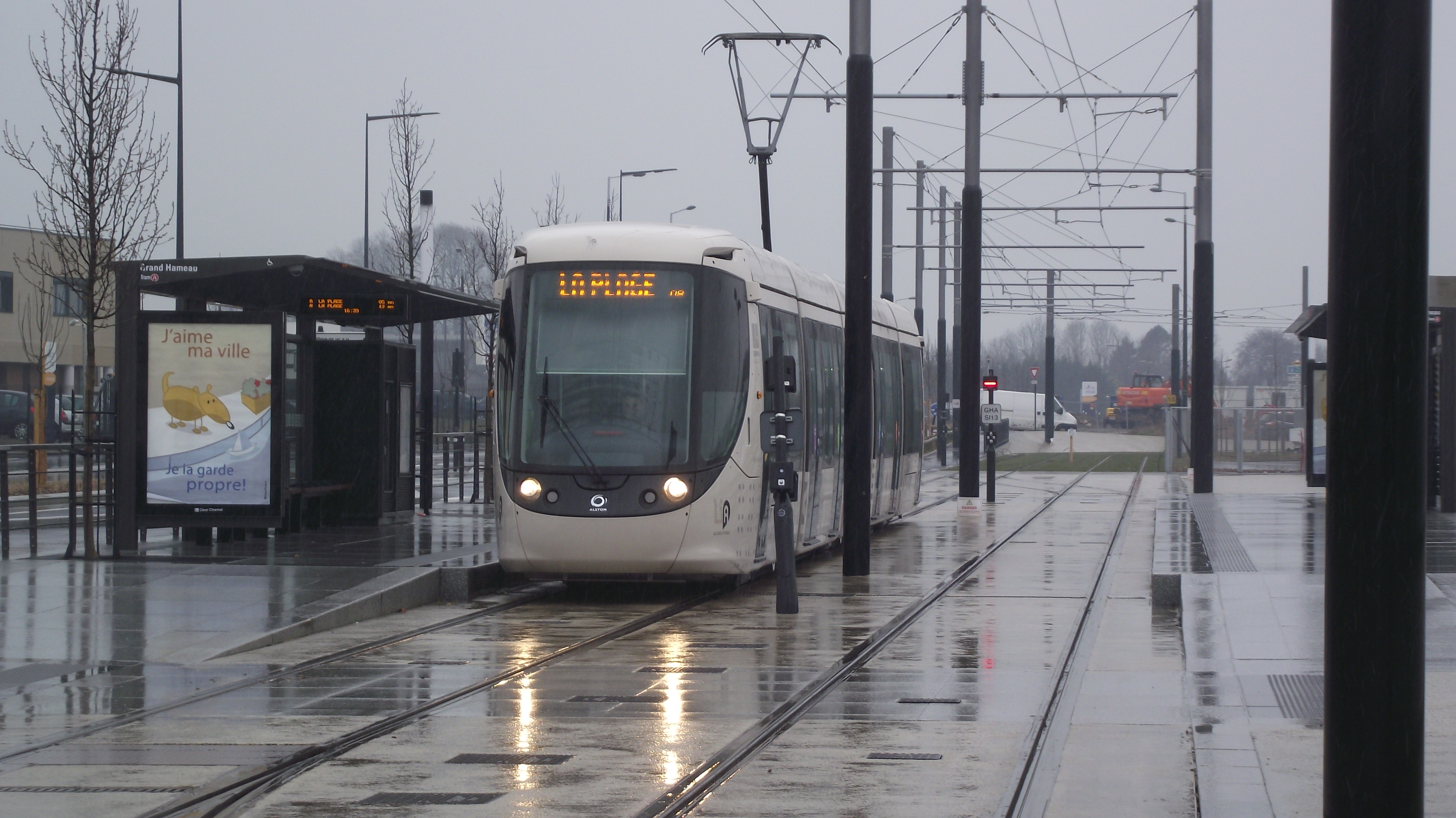
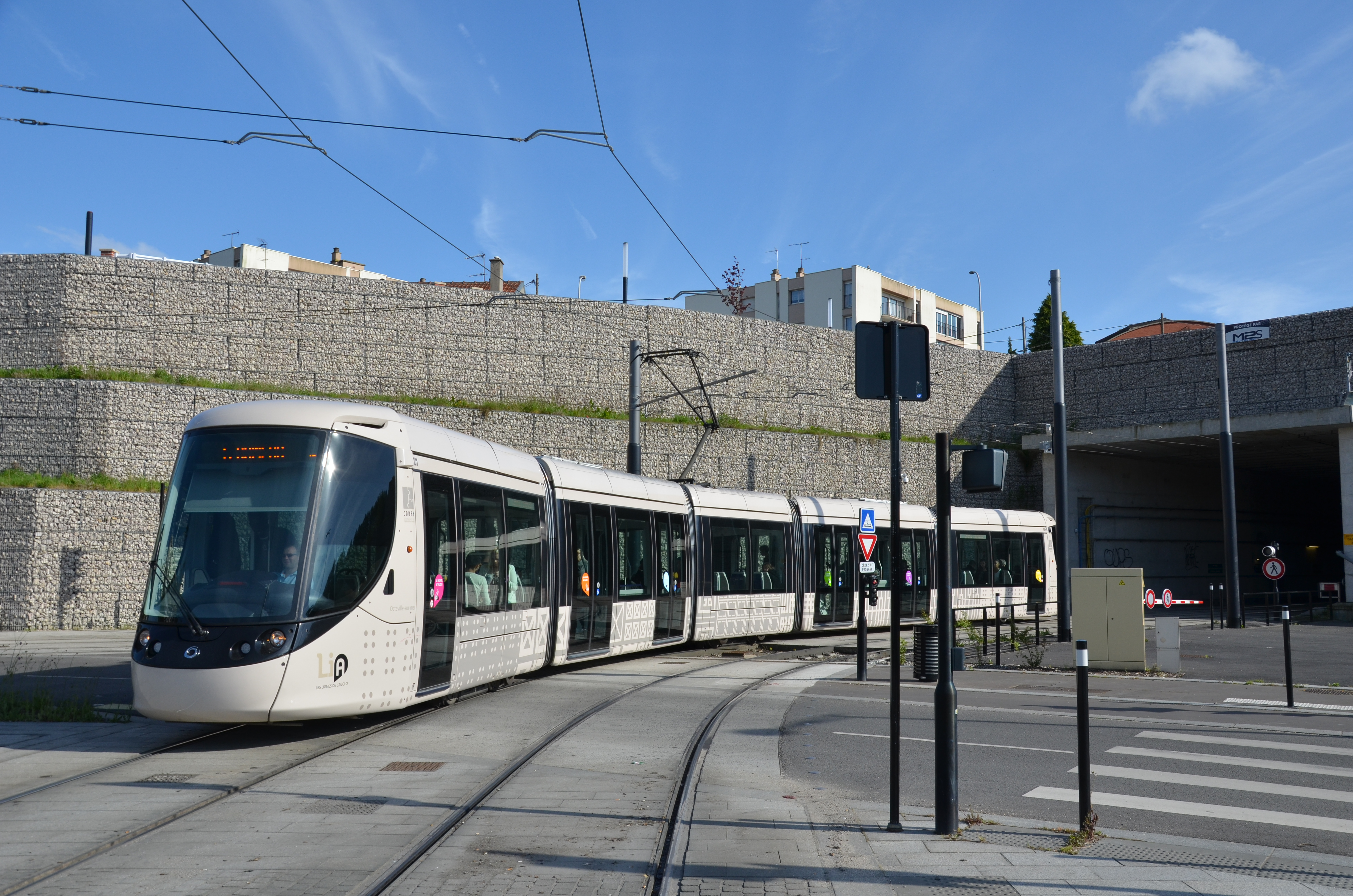
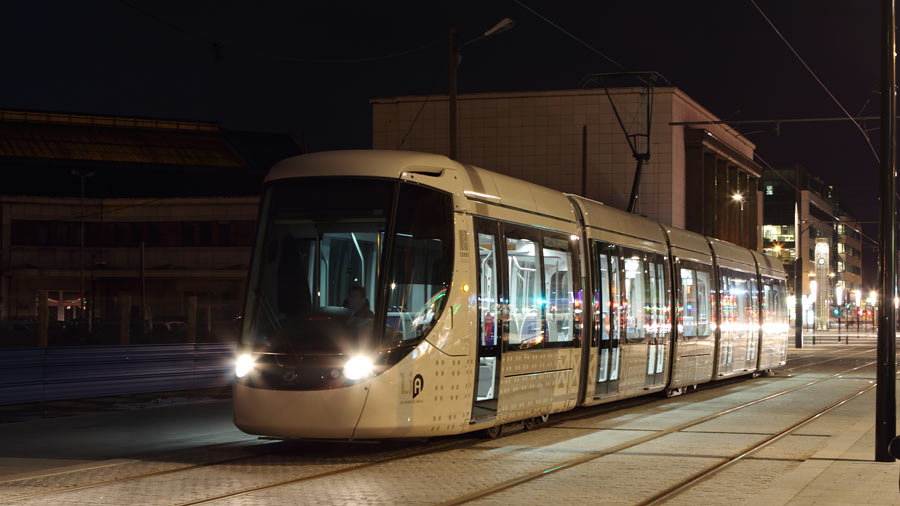